# Villa Schifanoia (San Piero a Sieve)
Villa Schifanoia è una storica villa appartenuta alla famiglia Medici situata nell'abitato di San Piero a Sieve nel Comune di Scarperia e San Piero.

## Storia
Situata sull'antica strada che portava da Firenze a Bologna, la villa occupa la posizione centrale dell'abitato di San Piero e per questo è sempre stata utilizzata per dominare e controllare dalla sua posizione elevata il contado. In quel luogo infatti vi sorgeva una grande torre di controllo nell'Alto Medioevo, di origine probabilmente Longobarda, che la famiglia degli Ubaldini usò per costruirci attorno un piccolo fortilizio. È da qui infatti che controllavano i viandanti che percorrevano la vecchia strada. Così offrivano anche protezione contro le scorrerie, che nel IX-X secolo erano all'ordine del giorno, ai pochi e sparsi abitanti della zona e così ,ai piedi della grande torre ,si venne a formare il primo nucleo di abitazioni (all'epoca chiamato "Villa") che sarebbe poi diventato il Burgus di San Piero a Sieve.
Nel '300 però si hanno testimonianze che il fortilizio avesse perso la sua caratteristica puramente difensiva e fosse già diventato residenza signorile, che poi fu di proprietà dei Medici dalla seconda metà del XIV secolo. Veniva definita dai commissari della Repubblica “di grande sicurtà per il paese”, anche se già nel secolo successivo era assegnata a pigionali ed anche la torre veniva trasformata in piccionaia.
Più volte ristrutturata e ingrandita, attualmente si presenta come era nel XVIII secolo quando subì l'ultimo rifacimento dalla famiglia Cambrai-Digny, da poco i nuovi proprietari della villa. La nuova famiglia ne fece il polo di una delle più grandi proprietà agricole della zona e acquistò inoltre alcune edifici nel paese di San Piero per adibirli ad abitazioni per i contadini e gli artigiani che lavoravano nella tenuta, costruirci un grande granaio (utilizzato fino agli anni '50 e ancora oggi in parte visibile), una cantina e magazzino e le scuderie per i cavalli.
La famiglia aveva anche titolo di Gonfaloniere che mantenne per più di mezzo secolo durante l'800. Qui vi abitò inoltre il Conte Luigi Guglielmo Cambray-Digny che, esperto in ambito agrario, migliorò molto le condizioni dei mezzadri nella sua tenuta e in tutto il Mugello. Proprio nei pressi del paese fece costruire anche una fabbrica di attrezzi agricoli. In seguito fu prima Ministro dell'agricoltura, dell'industria e del commercio e Ministro delle finanze poi.
La villa e la fattoria oggi sono in mano a privati e non sono visitabili, anche se la struttura è ben riconoscibile e visibile dai dintorni di San Piero.

## Galleria d'immagini

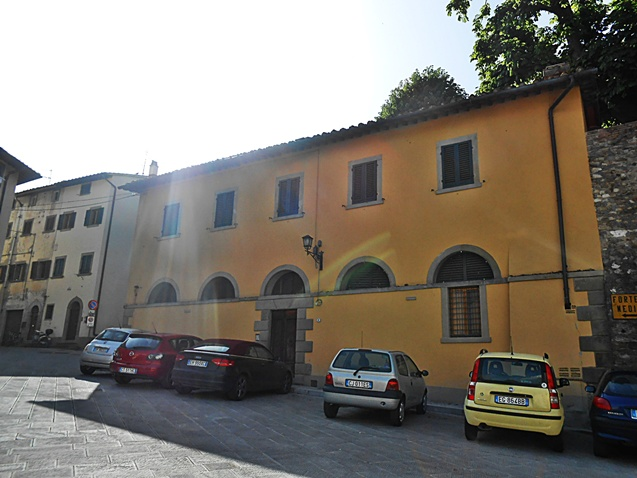
Scuderie
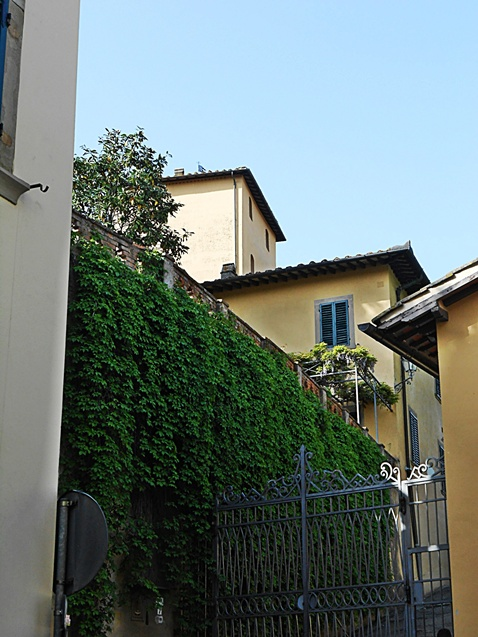
Ingresso della villa
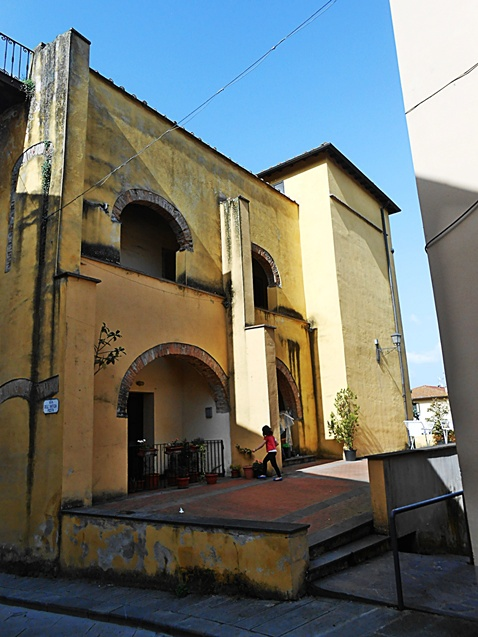
Granai
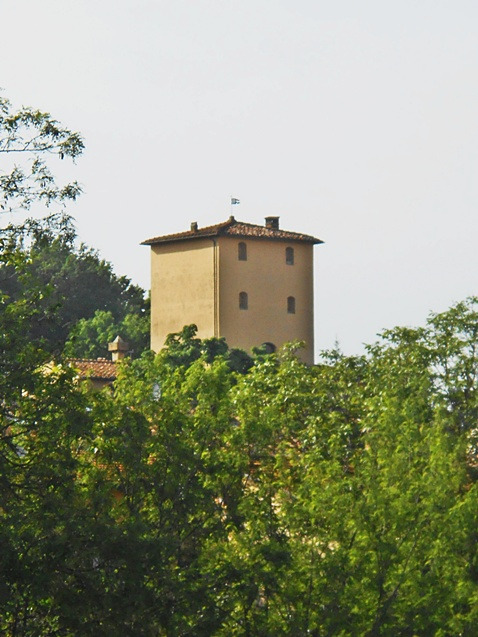
Torre- Piccionaia